# Ghazir
Ghazir ist ein Ort im Libanon, etwa 30 Kilometer nördlich von Beirut, bzw. nahe Jounieh im Gouvernement Libanonberg gelegen.
Ghazir liegt im christlichen Gebiet des Libanons, in den Bergen 1000 Meter über Meer. Der Ort ist bekannt für das maronitische Priesterseminar, welches vormals von den Jesuiten geleitet wurde. Es gibt dort eine Schule der Antoninen Schwestern. In Ghazir befindet sich auch die Weinkellerei Château Musar. Der rumänische Schriftsteller Panait Istrati lebte einige Monate als Dekorations- und Baumaler in dem Ort.

## Söhne und Töchter
- Bashir Chehab II (1767–1850), libanesischer Emir
- Jakob von Ghazir (1875–1954), als Khalil Haddad
- Fuad Schihab (1902–1973), Präsident des Libanon von 1958 bis 1964[2]

## Bekannte Personen
- Scheich Hobeich (Hobeika) des Osmanischen Reiches (seit 1567 in Ghazir)
- Rebekka Ar Rayès (1832–1914), Heilige, trat als Nonne 1871 in Ghazir in das Kloster ein
- Elias Hoyek (1843–1931), maronitischer Patriarch, studierte in Ghazir
- Joseph Emmanuel II. Toma (1852–1947), Patriarch von Babylon der Chaldäer, studierte in Ghazir
- Louis Cheikhô (1859–1927), Theologe und Orientalist
- Jakob Künzler (1871–1949), Schweizer Missionar
- Nasrallah Boutros Sfeir (1920–2019), maronitischer Patriarch
- Youakim Moubarac (1924–1995), Priester und Islamwissenschaftler